# Okres Nové Mesto nad Váhom
Okres Nové Mesto nad Váhom je jedním z okresů Slovenska. Leží v Trenčínském kraji, v jeho jižní části. Na severu hraničí s Českou republikou, na jihu s okresy Piešťany a Topoľčany, na východě s okresy Bánovce nad Bebravou a Trenčín, na západě pak ještě s okresem Myjava.